# Шахта «Міусинська»
ДВАТ "Шахта «Міусинська». Входить до ДХК «Донбасантрацит». Знаходиться у м. Хрустальний Луганської області.
Фактичний видобуток 2055/452 т/добу (1990/1999). У 2003 р. видобуто 75 тис.т. вугілля.
Глибина робіт 670 м (1990—1999). Протяжність підземних виробок 58,4/44,0 км (1990/1999). У 1990/1999 розробляла пласти h4, h6, h8, h1
1 та h4, h6, h7, h8 потужністю 0,7-1,8/0,9-1,2 м, кут падіння 20-50°. Кількість очисних вибоїв 9/4, підготовчих 29/10 (1990/1999).
Кількість працюючих: 3125/1664 осіб, в тому числі підземних 2015/897 осіб (1990/1999).
Адреса: 94508, м.Хрустальний, Луганської обл.